# Isabella De Monte
Isabella De Monte (Udine, 23 giugno 1971) è una politica italiana.

## Biografia
Nata a Udine, è cresciuta a Pontebba (vicino al confine con Austria e Slovenia), dopo il diploma di ragioneria all'ITCG Giuseppe Marchetti di Gemona del Friuli consegue la laurea in Giurisprudenza presso l'Università degli studi di Trieste, con la votazione di 102/110, discutendo una tesi in diritto commerciale dal titolo "Il diritto al dividendo nelle S.p.a.".
Iscritta all’albo degli avvocati del foro di Udine, nel 1999 inizia la sua attività politica: viene eletta con una lista civica nel consiglio comunale di Pontebba, per poi diventare vicesindaco. Consigliere comunale dal 2004, è eletta sindaco di Pontebba nel 2009.

### Elezione a senatrice

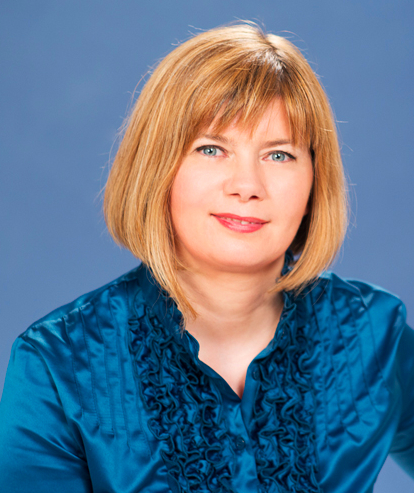
Isabella De Monte

Vicina all’area politica del sindaco di Firenze Matteo Renzi nel Partito Democratico (PD), nel dicembre 2012 partecipa alle elezioni primarie "Parlamentarie" indette dal PD per la scelta dei candidati parlamentari alle successive elezioni politiche del 24-25 febbraio, risultando la più votata nel Friuli-Venezia Giulia. Alle elezioni politiche del 2013 viene candidata al Senato della Repubblica, ed eletta senatrice tra le liste del PD nella circoscrizione Friuli-Venezia Giulia.
Nella XVII legislatura della Repubblica ricopre gli incarichi di componente della 1ª Commissione Affari Costituzionali, dov'è stata designata a marzo 2014 relatrice sulla nomina di Raffaele Cantone a presidente dell'Autorità nazionale anticorruzione, segretaria della Giunta delle elezioni e delle immunità parlamentari e brevemente membro delle commissioni Agricoltura e Industria.
Ad agosto 2013 è stata la prima firmataria (assieme ai senatori Luigi Zanda, Anna Finocchiaro, Roberto Calderoli, Vannino Chiti, Andrea Marcucci, Loredana De Petris, Nicola Morra, Vito Crimi) della richiesta di calendarizzazione urgente per l'abolizione della legge elettorale n.270 del 2005 e l'avvio della riforma sulla legge elettorale.
A seguito della bocciatura della proposta di convalida a senatore di Silvio Berlusconi, nel settembre 2013 firma la convocazione della seduta pubblica della Giunta per le elezioni del Senato, incaricata di redigere la proposta di decadenza da parlamentare, risultando - assieme alle colleghe Doris Lo Moro e Rosanna Filippin – l’unica tra i membri della Giunta a non essere ricusata dallo stesso Berlusconi, avendo mantenuto un atteggiamento imparziale nello svolgimento dei lavori del giudizio.
A febbraio 2014 viene nominata relatrice sul disegno di legge per l’abolizione del finanziamento pubblico ai partiti politici e membro del Comitato parlamentare per i procedimenti di accusa, chiamato a giudicare la messa in stato d’accusa del presidente della Repubblica Giorgio Napolitano promossa dal Movimento 5 Stelle

### Elezione al Parlamento europeo
Nell’aprile 2014 viene candidata dal Partito Democratico alle elezioni europee nella circoscrizione Italia nord-occidentale, risultando eletta con 74.317 preferenze e il 30 giugno 2014 si dimette dal Senato della Repubblica.
Al Parlamento europeo è stata componente della commissione per i Trasporti e il turismo e della Delegazione alla commissione parlamentare mista UE-ex Repubblica jugoslava di Macedonia, oltre che membro sostituto della Commissione per l'industria, la ricerca e l'energia e della Delegazione all’Assemblea parlamentare euro-latinoamericana e della Delegazione alla commissione parlamentare di stabilizzazione e di associazione (SAPC) UE-Montenegro. E’ vicepresidente dell’intergruppo per il benessere e la salvaguardia degli animali e fa parte degli intergruppi Sviluppo del turismo europeo, patrimonio culturale, Cammino di Santiago e altri percorsi culturali europei; Agenda digitale; Aree rurali, montane e remote.
Tra le attività svolte, il dossier “Nuove strategie per promuovere il turismo in Europa”, approvato dal Parlamento europeo nell’ottobre del 2015, che mira a mettere in campo strumenti nuovi a sostegno del settore. Il dossier si occupa in particolare di digitalizzazione, di prodotti turistici paneuropei e transnazionali, accessibilità, sharing economy, turismo sostenibile e responsabile, ma anche del tema della revisione e semplificazione delle procedure per il rilascio dei visti.

### Azione ed elezione a deputata
A novembre 2019 abbandona il PD e aderisce ad Azione, il nuovo partito politico di Carlo Calenda, diventando membro del comitato promotore nonché punto di riferimento per il Friuli-Venezia Giulia e voce importante nell'Italia nord-orientale, a cui il 5 febbraio 2022 viene eletta segretaria regionale per il Friuli-Venezia Giulia.
Alle elezioni politiche anticipate del 2022 viene candidata alla Camera dei deputati, nel listino proporzionale del Friuli Venezia Giulia in seconda posizione dietro a Ettore Rosato nella lista Azione - Italia Viva, ed è eletta nella XIX legislatura.
Il 20 settembre 2023 abbandona Azione e aderisce ad Italia Viva di Matteo Renzi. Dopo un anno, a settembre del 2024, con un quarto cambio di partito, abbandona anche il partito centrista per aderire a Forza Italia.